# محمد علي محيي الدين
محمد علي محيي الدين (ولد عام 1950) هو كاتب وباحث وأديب عراقي، وله العديد من المؤلفات في الأدب، التاريخ، والشعر الشعبي.

## النشأة والتعليم
ولد محمد محيي الدين عام 1950 في ناحية القاسم بمحافظة بابل، وأكمل دراسته الابتدائية والمتوسطة فيها. انتقل لاحقاً إلى مدينة بعقوبة بسبب ظروف العمل، ولم يتمكن من إكمال دراسته الإعدادية نتيجة ظروف قاهرة.

## العضوية والمشاركات
شارك في النشاط الثقافي من خلال عضويته في عدة منظمات أدبية وثقافية، منها:
1. عضو الهيئة الإدارية لاتحاد أدباء وكتاب بابل (لأربع دورات متتالية)
2. نائب رئيس جمعية البيت العراقي للشعر الشعبي (عضو مؤسس)
3. عضو اتحاد كتاب الإنترنت العرب
4. عضو رابطة الأدباء العرب
5. عضو المكتب التنفيذي لاتحاد الشعراء الشعبيين في العراق
6. عضو مجلس السلم والتضامن في العراق
7. مدير إذاعة اتحاد الشعب

## مؤلفاته
أصدر أكثر من 20 كتاباً، من أبرزها:
1. كاظم الجاسم ودوره في الحركة الوطنية (2008)
2. أضواء على عملية الهروب من سجن الحلة (2010)
3. الدارمي أو غزل البنات (2012)
4. معجم الشعراء الشعبيين (4 أجزاء، 2015–2019)
5. دفاعاً عن ثورة 14 تموز (2018)
6. تأملات في الديمقراطية وحقوق الإنسان (2020)
7. الشأن العراقي: نظرة وتحليل (2020)
8. مناقشات في الماركسية واليسار (2020)
9. الأعمال الكاملة للدكتور عبد الرزاق محيي الدين (بـ20 مجلداً، بالمشاركة مع أوس محيي الدين)
10. حين يضيء النقد عن الشاعر جبار الكواز
11. رجال حول إمامهم (تأليف الراحل د. محمد حسن محيي الدين)
12. الفقهاء الشعراء من الحلة الفيحاء
13. الفكر التربوي في تراث فقهاء الحلة

## الجوائز والتكريم
نال عدداً من الشهادات التقديرية والدروع من مؤسسات ثقافية عراقية، وحصل على جائزة الصحفي الأول في عيد الصحافة الشيوعية كأفضل كاتب عمود صحفي.